# جامعة عدن
جامعة عدن أول جامعة يمنية، أنشئت في اليمن الجنوبي قبل الوحدة، ويعد تأسيس كلية التربية العليا في عام 1970م وكلية ناصر للعلوم الزراعية في عام 1972م الحلقة الأساسية لانطلاق جامعة عدن حيث كانت هاتان الكليتان تخضع لوزارة التربية، وقد ارتبطت أهداف تأسيسهما بالحاجة الملحة لسد جزء من متطلبات التنمية والمتمثلة بإعداد المتخصصين لعدد من مرافق الدولة. وفي عام 1974 تأسست كلية الاقتصاد وكانت كل كلية تشكل وحدة إدارية.
وعندما برزت الحاجة لإنشاء عدد آخر من الكليات صدر قرار وزاري بتشكيل لجنة وزارية للمدينة الجامعية برئاسة رئيس الوزراء، تولت أعداد قانون إنشاء الجامعة، وفي العاشر من سبتمبر 1975م صدر القانون رقم 22 لعام 1975م والخاص بإنشاء جامعة عدن كمؤسسة علمية ذات شخصية اعتبارية.

## أهداف جامعة عدن
تتحدد أهداف ومهام جامعة عدن بالآتي:
1. إتاحة فرص الدراسة المتخصصة والمتعمقة للطلاب في ميادين المعرفة المختلفة تلبية لاحتياجات البلاد من التخصصات والفنيين والخبراء مع الاهتمام والتركيز على‌:
  1. رفع مستوى ونوعية الإعداد والتأهيل‌.
  2. تكوين الثقافة العامة الرامية إلى تنمية مقومات الشخصية الإسلامية الصحيحة التكوين المعرفي والعلمي القويم.
  3. ترسيخ الرؤية الإسلامية الصحيحة النابعة من آفاق المعرفة الإسلامية الشاملة وتصورها للكون والإنسان والحياة.
  4. تكوين مهارات التفكير العلمي الابتكاري والناقد.
  5. اكتساب المعارف والمهارات العلمية والتطبيقية اللازمة وتسخيرها لحل المشكلات بفاعلية وكفاءة.
  6. تدريس وتمكين الطلاب من أساليب وطرق إجراء البحوث العلمية وتطبيقها وتقويمها.
  7. تنمية المواقف والمهارات الإيجابية نحو العمل بشكل عام والتركيز على تنمية روح التعاون والعمل الجماعي والقيادة الفعالة والشعور بالمسؤولية والالتزام الأخلاقي.
  8. تنمية الاتجاهات الإيجابية نحو العلوم والتكنولوجيا وكيفية الاستفادة من ذلك في تطوير وحل قضايا البيئة والمجتمع اليمني.
  9. تنمية الاتجاه الإيجابي للطلاب نحو مفهوم التعلم الذاتي والمستمر مدى الحياة.
2. العناية باللغة العربية وتدريسها وتطويرها وتعميم استعمالها كلغة علمية وتعليمها في مختلف مجالات المعرفة والعلوم وذلك بوصفها الوعاء الحضاري للمعاني والقيم والأخلاق لحضارة الإسلام ورسالته.
3. تطوير المعرفة بإجراء البحوث العلمية في مختلف مجالات المعرفة سواء على المستوى الفردي أو الجماعي وتوجيهها لخدمة احتياجات وخطط التنمية.
4. الاهتمام بتنمية التقنية (التكنولوجيا) وتطويرها والاستفادة منها في تطوير المجتمع.
5. تشجيع حركة التأليف والترجمة والنشر في مختلف مجالات المعرفة مع التركيز بوجه خاص على التراث اليمني.
6. الإسهام في رقي الآداب والفنون وتقدم العلوم.
7. إيجاد المناخ المساعد على حرية الفكر والتعبير والنشر بما لا يتعارض مع عقيدة الأمة وقيمها السامية ومثلها العليا.
8. تقوية الروابط بين الجامعات والمؤسسات العامة والخاصة في البلاد بما يكفل التفاعل المتبادل والبناء للمعارف والخبرات والمشاركة التي تكفل الإسهام في الفعالية في إحداث التنمية الشاملة في البلاد.
9. توثيق الروابط العلمية والثقافية مع الجامعات والهيئات العلمية ومراكز البحوث والتطوير العربية والأجنبية بما يساعد على تطوير جامعة عدن وتعزيز مكانتها.
10. العمل كمؤسسة مسؤولة عن تقديم الدراسات والاستشارات الفنية والمتخصصة لمختلف أجهزة الدولة ومؤسساتها العامة والمختلطة.
11. المساهمة في تطوير السياسات وأساليب العمل في مؤسسات وأجهزة الدولة والقطاعين العام والخاص وتقديم النماذج والتجارب المبتكرة لحل المشاكل المختلفة.
12. رفع كفاءة العاملين والموظفين في المؤسسات وأجهزة الدولة والقطاعين العام والخاص وذلك من خلال المساهمة في برامج الإعداد والتأهيل أثناء الخدمة.[4]

## الكليات
- كلية التربية - عدن
- كلية الطب والعلوم الصحية
  -     - كلية الطب والعلوم الصحية** في جامعة عدن تأسست عام 1975، وتعد أول كلية طب في اليمن. تضم عدة تخصصات مثل الطب العام، المختبرات، التمريض، والصيدلة، وقد لعبت دورًا مهمًا في إعداد الكوادر الصحية.[5]
- كلية الهندسة
- كلية العلوم الزراعية
- كلية الاقتصاد
- كلية العلوم الإدارية
- كلية الحقوق
- كلية النفط والمعادن
- كلية الآداب
- كلية التربية - صبر
- كلية التربية - زنجبار
- كلية التربية - شبوة
- كلية التربية - يافع
- كلية التربية - الضالع
- كلية التربية - لودر
- كلية التربية - طور الباحة
- كلية التربية - ردفان
- كلية الصيدلة
- كلية طب الأسنان

 كلية الحاسب الآلي
اقرأ المزيد: نشأة كلية التربية العليا
أنشئت كلية التربية العليا - عدن في ديسمبر من عام 1970م وكان لليونسكو مساهمة طيبة في هذه النشأة وكان الهدف من إنشائها إعداد معلمين للمرحلتين الإعدادية والثانوية آنذاك في مساق الدبلوم والبكالوريوس وبدأت بسبعة تخصصات قامت على أساس التخصص المزدوج بالاعتماد على هيئة تدريس يمنية وأخرى وافدة عن طريق اليونسكو. وتخرجت أول دفعة من مساق الدبلوم عام 1972م بقوام (40) طالب وطالبة أما الدفعة الأولى لمساق البكالوريوس التي تخرجت في عام 1974م فقد بلغ عددها (45) طالب وطالبة. وعند صدور القرار رقم 22 لعام 75م الخاص بإنشاء جامعة عدن أصبحت إحدى كليات التأسيس. 
تطورت الكلية تطوراً كمياً ونوعياً حيث تم التوسع في أعداد المقبولين حتى وصل إلى (4477) في العام الجامعي 99/2000م، كما تم استحداث أقسام وتخصصات جديدة تطلبتها مراحل التطور وازداد عدد أعضاء هيئة التدريس والهيئة المساعدة من عشرة مدرسين عند التأسيس إلى (205) في العام الجامعي 99/2000م. وبعد إنشاء كليات التربية في المحافظات أغلق مساق الدبلوم وتفرغت الكلية لتأهيل طلاب البكالوريوس والدراسات العليا، حيث أفتتح أول برنامج للدراسات العليا في قسم التاريخ وكان ذلك في العام 1990، وقد توسعت برامج الدراسات العليا في الكلية توسعاً ملحوظاً حيث شملت كل من أقسام التربية واللغة العربية والإنجليزية والفيزياء والأحياء. 
مرت الكلية بعدة مراحل وتغيرت تسمياتها خلال تلك المراحل أكثر من مرة حيث سميت بكلية التربية العليا عند التأسيس ومع تزايد الأقسام العلمية والتوسع الكبير في القبول تم تعديل اسمها إلى كلية العلوم والآداب والتربية في عام 1990م. وفي عام (1991) شكلت لجنة عرفت بلجنة مستقبل كلية التربية عهدت إليها مهمة دراسة وتقييم مسار الكلية منذ تأسيسها وآفاق المستقبل وساهم عدد كبير من الأكاديميين في ذلك التقييم وكان لتوصيات اللجنة دوراً فاعلاً باتجاه إعداد المعلم إعداداً شاملاً ومكثفاً في مجالي التخصص الأكاديمي والمسلكي. وكانت الخطة الدراسية التي بدأ اعتمادها في العام الدراسي 95/1996م بمثابة خطوة متقدمة لتمثيل وتطبيق توصيات لجنة مستقبل كلية التربية – عدن تبعتها خطوة أخرى في عام 1998م عندما بادر رئيس جامعة عدن وأصدر قرار رقم (18) لعام 1998م بتشكيل اللجنة العليا لإعادة النظر في مناهج كليات التربية وتوحيدها وكان من أبرز قراراتها اعتماد الخطة الدراسية الحالية (بدأ بتنفيذها العام 98/99م) والتي تقوم على أساس تأهيل معلمين تأهيلاً تكاملياً وفقاً لنظام التخصص المزدوج، رئيس وفرعي.

## كلية الزراعة
يؤرخ بدء التعليم الزراعي في اليمن بإنشاء معهد ناصر الزراعي في مدينة الحوطة، لحج، في سبتمبر من  عام 1969م كثمرة مخلصة للتعاون العلمي الأخوي بين الشعبين العربيين المسلمين الشعب المصري والشعب اليمني يلتحق به الحاصلون على الشهادة الإعدادية ومدة الدراسة فيه ثلاث سنوات يمنح المتخرج منه شهادة الثانوية الزراعية العامة. ونظام التعليم بهذا المعهد قائم على منهج الحصص  الدراسية اليومية من مقررات نظرية وتطبيقات عملية حقلية ومختبرية. ويشمل منهج الدراسة على مواد عامة كاللغة العربية والتربية الإسلامية والرياضيات والكيمياء والأحياء ومواد زراعية متخصصة في مجال إنتاج المحاصيل والبساتين والتربة ووقاية النبات والصناعات الغذائية والإنتاج الحيواني والآلات الزراعية. وقد تخرجت أول دفعة منه عام 1972م وعددها 25 مساعداً فنياً. وظل هذا المعهد تابعاً لوزارة الزراعة حتى العام الدراسي 71/1972م حيث ألحق بوزارة التربية والتعليم أسوة بالتعليم الثانوي العام. ثم تطورت الفكرة إلى إنشاء دبلوم زراعي عالي مدة الدراسة به خمسة فصول دراسية للطلبة الحاصلين على الثانوية العامة أو دبلوم الزراعة المتوسط وتخرجت الدفعة الوحيدة من هذا المعهد عام 1972م وكان عدد أفرادها سبعة فنيين زراعيين. ونظراً لأهمية تأهيل الكادر الزراعي تأهيلاً جامعياً باعتباره أحد أهم عناصر الاستثمار في العنصر البشري مردوداً لما يضطلع به من مهام في مجال التنمية الزراعية باعتبارها من أهم القطاعات التنموية في اليمن فلا بد من أن يتطور التعليم الزراعي ليواكب النهضة الزراعية التي تمر بها البلاد حيث كان لابد من وجود كوادر زراعية جامعية لذلك كانت هناك ضرورة ملحة لإنشاء كلية ناصر للعلوم الزراعية في أكتوبر من عام 1972ميلادية بتخصص واحد في مجال الإنتاج الزراعي (الشعبة العامة) يلتحق بها الحاصلون  على شهادة الثانوية العامة من القسم العلمي أو ما يعادلها ويمنح المتخرج بعد أربع سنوات من الدراسة الجامعية شهادة البكالوريوس في العلوم الزراعية. وكان للبعثة التعليمية المصرية من كلية العلوم الزراعية في مشتهر بجامعة الزقازيق شرف الريادة في المساهمة في تأسيس هذه الكلية بنظام دراسي مقتبس من المناهج الجامعية لكليات الزراعة المصرية.   وبصدور القانون الوزاري رقم (33) لعام 1974 بشأن تنظيم كلية ناصر للعلوم الزراعية أصبح للكلية لائحة تنظيمية توضح الأهداف ومهام مجلس الكلية والأقسام العلمية والنظام الدراسي المتبع وشهادة التخرج الممنوحة وقد حددت تلك اللائحة المهام الرئيسية التي أنيطت بالكلية.

## كلية الهندسة
أنشئ المعهد الفني بالمعلا ــ عدن عام 1950م لإعداد الفنيين والحرفيين الذين يلبون حاجة الإدارة الاستعمارية في جنوب الوطن قبل الاستقلال، وبعد الاستقلال ظل هذا المعهد يؤدي دوره في رفد المعامل والورش والمصانع بالعمال المهرة والحرفيين وكان القبول فيه بعد المرحلة الإعدادية ولمدة 3 سنوات. في عام 1974م تم إنشاء المعهد الفني العالي (نظام ثلاث سنوات بعد الثانوية) بمساعدة اليونسكو وتزامنت الدراسة في هذا المعهد مع صدور القانون رقم 22 لعام 1975م بإنشاء جامعة عدن حيث أصبح المعهد جزءاً من كليات الجامعة الوليدة وكانت مهمته تخريج مساعدي مهندسين في مجالات الهندسة الميكانيكية والكهربائية والمدنية وكذا في مجال الاتصالات السلكية واللاسلكية والتبريد وهندسة السيارات.
ونظرا للحاجة الملحة لوجود مهندسين يمنيين في شتى المجالات لتلبية احتياجات التنمية فقد جرى تطوير هذا المعهد إلى مرحلة الإجازة الخاصة وتم افتتاح كلية التكنولوجيا في نوفمبر 1978م لتنضم إلى كليات جامعة عدن وقد تم تخرج أول دفعه من الكلية عام 1980م في مجالي الهندسة الميكانيكية والكهربائية ثم تلاها عام 1981م تخرج الدفعة الأولى في مجال الهندسة المدنية. وأصبح هؤلاء الخريجون الأوائل اللبنة الأولى في صـرح المهندسيـن الذين تبوؤا ولازالوا مراكز قيادية وإدارية مهمة في مؤسسات الدولة وكذا خارج الوطن.
تتابعت الجهود بعد ذلك في تطوير الكلية وخططها الدراسية وكذا التوسع المحدود في مبنى الكلية وتوفير بعض المستلزمات المختبرية، وتم إيفاد أعضاء من الهيئة التدريسية لاستكمال دراساتهم العليا في الخارج كما تم تطوير مكتبة الكلية ورفدها بالكتب والمراجع اللازمة. وفي الثمانينيات تم تعديل اسم الكلية لتكون كلية للهندسة وتم تعديل معظم الخطط الدراسية لتواكب التطور العلمي.
وفي عام 1998م تم افتتاح قسمين جديدين بالكلية هما قسم الهندسة المعمارية وقسم علوم وهندسة الحاسوب وتبع ذلك قسم ثالث هو قسم الهندسة الإلكترونية والاتصالات عام 1999م. ويعتبر قسم تكنولوجيا المعلومات آخر قسم حيث تم افتتاحه في عام 2001م.
لقد سعت الكلية دائماً إلى الاهتمام بتدريس الطلاب وفق خطط دراسية مطورة باستمرار مع الحرص على استخدام الحاسب والتقنية الحديثة والتركيز على تنمية مهارات الطلاب من خلال التفاعل الإيجابي في العملية التعليمية وكذا تنمية قدراتهم الإبداعية في مختلف المجالات. بالإضافة إلى استخدام اللغة الإنجليزية كلغة للدراسة في الكلية. ومن أهم الخطوات التي تساعد الطالب على استيعاب احتياجات الصناعة هو التدريب العملي في المؤسسات الصناعية لفترة ثمانية أسابيع خلال الدراسة وكذا ربط مشاريع التخرج للمستوى الخامس بتلك المؤسسات بحيث تتضمن معالجة لإحدى المشكلات الفنية الواقعية.

### الأقسام العلمية
تضم الكلية حالياً تسعة أقسام علمية هي:
- قسم الهندسة المدنية.
- قسم الهندسة الميكانيكية.
- قسم الهندسة الكهربائية.
- قسم الهندسة المعمارية.
- قسم الهندسة الإلكترونية والاتصالات.
- قسم علوم وهندسة الكمبيوتر.
- قسم تكنولوجيا المعلومات.
- قسم الهندسة البحرية.
- بالإضافة إلى القسم المساعد للعلوم الأساسية.

تمنح الأقسام العلمية شهادة بكالوريوس علوم في التخصصات الهندسية المذكورة. ومدة الدراسة في الكلية خمس سنوات.

## كلية الاقتصاد
تأسست في 1974 باسم «كلية الاقتصاد والإدارة». إن الهدف الرئيس للكلية هو إعداد وتأهيل الكوادر في مجالات الاقتصاد والتمويل والصيرفة والتجارة الدولية والشركات والمؤسسات التجارية. 
يبلغ مجموع الساعات الدراسية التي يجب على الطالب إكمالها ما بين 170-175 ساعة دراسية أثناء دراسته في الكلية.

### الأقسام العلمية
- اقتصاد أعمال.
- العلوم المالية والمصرفية.
- الاقتصاد والتنمية.
- الاقتصاد الدولي.
- الاقتصاد السياحي والفندقي.
- كلية الهندسة البترولية.

كما أن مدة الدراسة تبلغ أربع سنوات واللغة العربية هي لغة التدريس المستخدمة.
موقع كلية الاقتصاد 

## كلية الحقوق
وأقسامها:
- القانون العام.
- القانون الخاص.
- القانون الجنائي.